# Vitbrynad sumphöna
Vitbrynad sumphöna (Poliolimnas cinereus) är en fågel i familjen rallar inom ordningen tran- och rallfåglar med vid utbredning från Sydostasien till Australien och Oceanien.

## Kännetecken

### Utseende
Vitbrynad sumphöna är en liten (15-20 cm) och slank rall med rätt långa ben och tår. Fjäderdräkten är grå och brun, med obandat smutsvit undersida och beigebruna flanker och undre stjärttäckare. Näbben är gulorange, ögonen röda och benen ljust gulgröna.
Mest distinkt är den halmgula manteln streckat i mörkbrunt och den pregnanta ansiktsteckningen med svart ögonfläck, röd och vit tygel, ett tydligt vitt ögonbrynsstreck och vitt från näbbasen vidare bakåt under ögonfläcken till örontäckarna. I flykten syns en smal och blek vingbakkant.

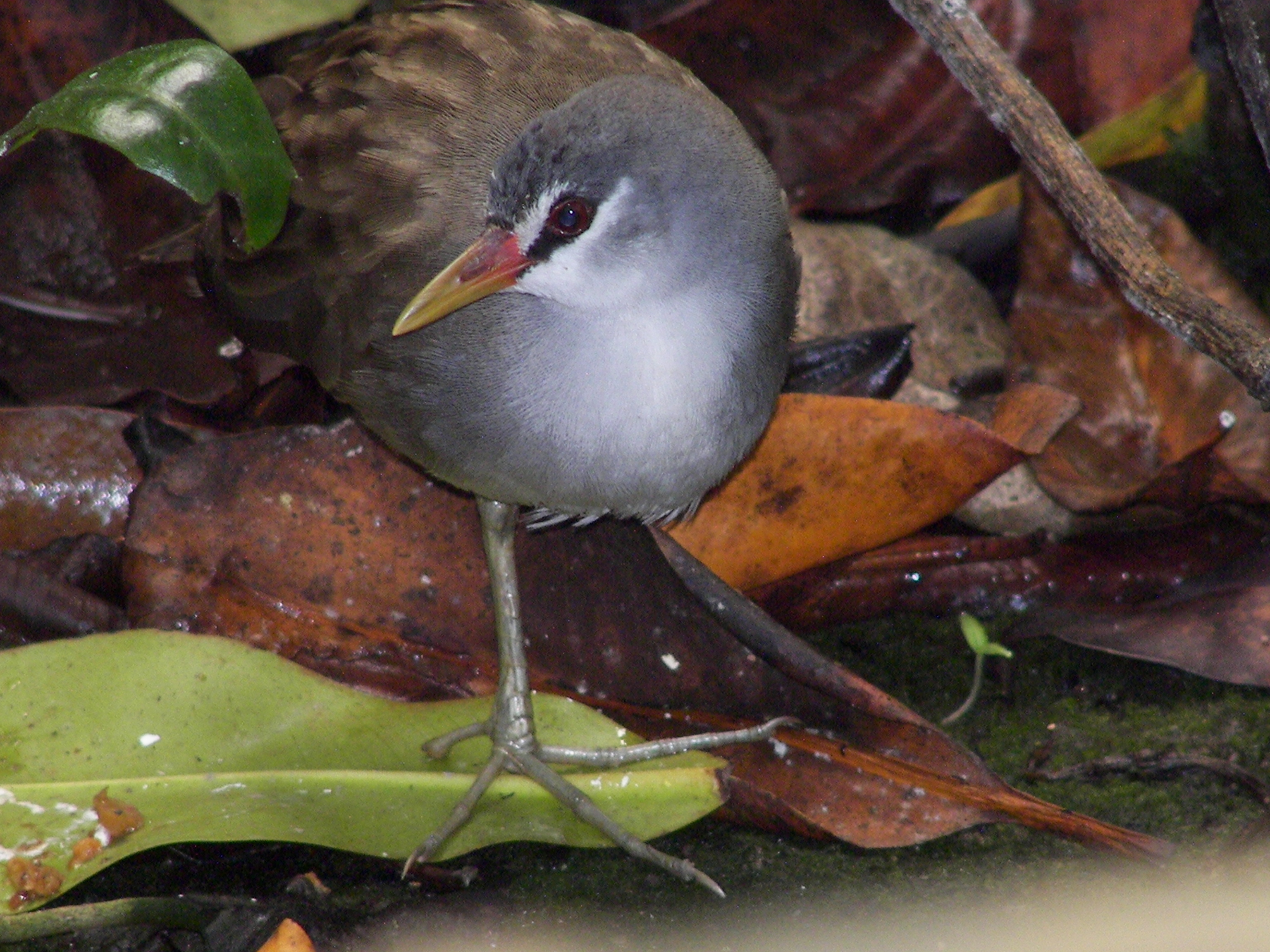

### Läten
Bland lätena hörs högljudda, ljusa och pipiga "cutchi cutchi cutchi". När den skräms upp eller landar yttrar den elektriskt bubblande "kwekwekwekwekwek", under födosök ett vasst "kek-kro" och som varningsläte ett tystlåtet "charr-r".

## Utbredning och systematik
Vitbrynad sumphöna förekommer från Malaysia och Filippinerna till norra kusten av Australien och vidare österut genom Mikronesien och Melanesien till Samoa och Fiji i Polynesien. Tidigare förekom den även på Vulkanöarna utanför Japan, men är numera utdöd där sedan 1911, liksom på Guam. Tillfälligt har den påträffats i Taiwan, Marshallöarna och Hong Kong. Den behandlas som monotypisk, det vill säga att den inte delas in i några underarter.

### Släktestillhörighet
Arten har tidigare placerats i Porzana, men genetiska studier från 2014 visar att den står närmare släktet Amaurornis, varefter flera auktoriteter flyttade arten dit. Enligt resultat från senare studier (2020) tillhör den samma klad, men utgör en egen utvecklingslinje där även tupprallen (Gallicrex cinerea) ingår. Tongivande auktoriteten IOC placerar den därför i ett eget släkte, Poliolimnas, och denna linje följs här.

## Levnadssätt
Vitbrynad sumphöna förekommer i våtmarker i både söt- och saltvatten, men även fuktiga gräsmarker och odlingsfält samt sjöa, framför allt i områden rika på flytande vegetation. Födan består av iglar, daggmaskar, insekter, vattenspindlar, grodyngel och småfisk, men även frön och blad från vattenlevande växter. Earthworms, slugs, leeches, insects, water spiders, frog spawn, and small fish; also seeds and leaves of aquatic plants. Häckningstiden varierar geografiskt, från april till juni på Borneo, juli-augusti i Filippinerna och december-mars på Nya Guinea.

## Status och hot
Artens populationstrend är okänd, men utbredningsområdet är relativt stort. Internationella naturvårdsunionen IUCN anser inte att den är hotad och placerar den därför i kategorin livskraftig.